# چوواش-اولکانوو
چوواش-اولکانوو (انگلیسی: Chuvash-Ulkanovo) یک شهرک در شهرستان تویمازینسکی استان باشقیرستان کشور روسیه است.